# Битката при Сталинград (музей резерват)
Музейят резерват „Битката при Сталинград“ (на руски: Музей-заповедник «Сталинградская битва») е музеен комплекс във Волгоград.

## История на създаването
Музеят резерват „Битката при Сталинград“ проследява своята история до Музея на отбраната на Царицин, преименуван на другаря Сталин, открит на 3 януари 1937 г. През януари 1943 г. той е реорганизиран в Царицино-Сталинградски музей на отбраната на името на другаря Сталин, а през 1962 г., във връзка с преодоляването на последиците от култа към личността на Сталин и преименуването на Сталинград във Волгоград, във Волгоградски държавен музей на отбраната. На 31 май 1982 г. той е преобразуван във Волгоградски държавен панорамен музей „Битката за Сталинград“ и се помещава в нова сграда, проектирана от института „Волгоградгражданпроект“. Автор на проекта е Вадим Масляев, главен архитект на Волгоград. Мемориално-архитектурният комплекс на Музея панорама на Сталинградската битка се състои от две нива: на първото ниво се помещава музеят на битката при Сталинград, а административната част на музея резерват е изцяло заета от кръговата панорама „Разгром на немско-фашистките войски при Сталинград“. В близост се намират руините на мелницата на името на К. Грудинин, останал като спомен за жестокостта на битките. На открито има постоянна изложба на образци на военна техника, паметник на моряците от Волжската военна флотилия, на територията на комплекса има паметник на цивилните жители на Сталинград и паметник на командира Георгий Жуков.
Откриването на панорамата се състои на 8 юли 1982 г., а Музеят на битката при Сталинград е открит три години по-късно, на 6 май 1985 г., в навечерието на 40-ата годишнина от Победата над Третия райх.
С Указ на градската администрация на Волгоград № 199 – 5 от 1 юли 1993 г. „За откриването на Волгоградския мемориален и исторически музей“ в старата сграда на музея на улицата „Гогол“ е открита изложба, посветена на събитията от Гражданската война в района на Царицин.
С указ на ръководителя на администрацията на Волгоградска област от 19 ноември 2001 г. „Историческият и мемориален комплекс „Героите на Сталинградската битка“ на Мамаев курган получава нов статут, ставайки държавна културна институция.
През август 2007 г., чрез комбиниране на панорамния музей „Битката при Сталинград“ и историко-мемориалния комплекс „Героите на битката при Сталинград“ на Мамаев курган, се формира държавният историко-мемориален музей резерват „Битката при Сталинград“.

## Мемориален исторически музей – отдел на музея резерват Битката при Сталинград
През януари 2008 г. със заповед на правителството на Руската федерация музей резерват „Сталинградската битка“ е включен в списъка на федералните културни институции и е поставен под юрисдикцията на Роскултура. През декември 2011 г. с указ на президента на Руската федерация музеят е класифициран като особено ценен обект на културното наследство на народите на Руската федерация (паметник на културата с федерално значение).
На 30 юни 2011 г. в пресцентъра на Победата се провежда пресконференция на тема „Музеифициране на историческата зона на ЦУМ“ (превръщане в музей). През декември 2010 г. териториалната администрация на Федералната агенция за управление на собствеността за Волгоградска област иска от ръководството на музея резерват „Битката при Сталинград“ да обмисли възможността за прехвърляне на сутерена на ЦУМ с обща площ от 1198 м². за последващото му музеифициране. Ръководството на музея резерват, след като получава принципното съгласие от Министерството на културата на Руската федерация да предостави тези зони на правото на оперативно управление на музея, дава положителен отговор на искането на Федералната агенция за управление на собствеността. Процесът на прехвърляне на тези площи към музея резерват е усложнен от нежеланието на предприемачите, които ги заемат, да изпълнят съдебните решения, взети срещу тях. През май 2012 г. Музеят на паметта е включен в музея резерват „Сталинградската битка“.

## Структура
Федералната държавна бюджетна институция на културата „Държавен историко-мемориален музей резерват „Сталинградската битка“ (като юридическо лице) включва редица обекти:
- Панорамен музей „Битката при Сталинград“
- Мемориален комплекс „Героите на Сталинградската битка“ на Мамаев курган
- Мемориален исторически музей (Музей на отбраната на Царицин)
- Паметник на В. И. Ленин на входа на Волго-Донския корабен канал
- Музей „Памет“ в сутерена на ЦУМ

## Експозиция
Частта от експозицията на музея панорама „Сталинградската битка“, посветена на народното опълчение в Панорамния музей на Сталинградската битка е основният обект на резервата и включва 8 тематични изложбени зали, триумфална и панорамна зала. Сред най-известните експонати, представени в основната изложба, са мечът на Сталинград, снайперската пушка на Василий Зайцев, четири тематични диорами, посветени на събитията от Сталинградската битка и панорамата „Разгромът на нацистките войски при Сталинград“.
На територията на панорамния музей има изложба на съветска военна техника от периода на Втората световна война, включително танкове и самоходни артилерийски установки: ИС-2, ИС-3, ИСУ-152 „Зверобой“, Т-60 (в движение), унищоженият танк Т-паметник 34 76. Наблизо има танк Т-72, участник в локални конфликти, със следи от попадение от гранатомет. От северната страна на комплекса има паметник на военните железничари „Военен ешелон“. Източно от кръстовището на улиците на името на. Маршал Василий Чуйков и 13-та гвардейска е монтиран макет на самолет Су-2. Югоизточно от комплекса, близо до бреговете на Волга, има друг музеен обект – бронираният катер BK-13. В края на декември 2012 г. на територията на Мамаев курган е преместена изложба на следвоенна техника на СССР, както и два работещи танка Т 34 85, които участват в паради и военно-исторически реконструкции.
Музеят на паметта е разположен в сутерена на централния универсален магазин; експозицията на музея разкрива събитията от януари 1943 г. През април 2018 г. със средства от Президентския фонд за безвъзмездни средства музеят реализира мултимедиен проект „Парола на победата – Сталинград“, включващ показване на тематична видео инсталация в една от изложбените зали.
Изложбата на Мемориалния исторически музей разкрива събитията от Гражданската война в Южна Русия през 1917 – 1920 г.

## Руините на мелницата на името на Грудинин
Мелницата на името на Грудинин (Герхард) представлява типична предреволюционна пететажна сграда на мелница, превърнала се в символ на жестокостта на уличните боеве в Сталинградската битка. Покривът на сградата е разрушен от пряко попадение от авиационни бомби, като се виждат следи от множество челни попадения от артилерийски снаряди. Буквално всеки квадратен метър от външните стени на сградата е надупчен с куршуми и шрапнели. Близката тръба също е силно повредена.
Построена през 1900 г. и реставрирана след пожар през 1908 г., тази сграда е една от най-модерните за времето си. При възстановяването на мелницата е използван нов строителен материал – стоманобетон. На територията на мелничния комплекс има мелница за брашно, цех за опушване на риба, маслобойна, хлебопекарна, собствен електрогенератор. Във фирмата работят около 200 работници. Мелничният комплекс е принадлежал на търговска къща „Герхард и племенници А.Д.“ На фронтоните и източната фасада на сградата е изписано с тухла името на собствениците, а на фронтоните над името Герхард също са изписани датите „1900 г.“.
В предвоенните съветски времена производството е национализирано и предприятието става известно като Госмелница № 4 (Държавна мелница № 4). През 1929 г. е кръстена на Константин Грудинин, болшевик, който е работил в мелницата като стругар: той оглавява партийната клетка, която се бори с враговете на съветска власт; На 26 май 1922 г. Грудинин е разстрелян.
Мелницата работи до 14 септември 1942 г., когато сградата е ударена от фугасни бомби, предизвикващи пожар и спиране на мелничните дейности. По време на боевете в града по време на Сталинградската битка сградата се превъръща в укрепен отбранителен пункт за 42-ри гвардейски стрелкови полк под командването на гвардейски полковник Елин, който е част от 13-та гвардейска стрелкова дивизия под командването на генерал-майор Александър Родимцев.

## Изграждане на храм
През октомври 2010 г. става известно, че Волгоградската епархия планира да построи храм до панорамния музей. Комитетът по култура на администрацията на Волгоград съобщава, че на мястото на бившата цветна леха, на входа на алеята, която се намира до музея панорама „Сталинградската битка“, е монтиран мемориален кръст с надпис: „В лятото на 2010 г., на 14 октомври от Рождество Христово, този кръст е инсталиран в чест на построяването на църквата „Покров на Пресвета Богородица“ с благословението на Волгоградския и Камишински митрополит Герман. Ръководителят на Волгоград Роман Гребенников подкрепя проекта: „Бъдещият храм и панорамният музей се съчетават перфектно. Храмът е място за молитва, музеят е място за памет и между тези понятия няма противоречия“. Но въпреки това инициативата за изграждане на храма предизвиква възмущение сред местните жители, тъй като изграждането на храма в непосредствена близост до домовете им, наред с други неща, включва изсичане на 700 m² зелени площи. Недоволството е и поради факта, че строежът на храма трябва да бъде в непосредствена близост до музея, което би нарушило архитектурния замисъл на създателите на панорамния музей. Инициативна група от граждани изпрати писмени обръщения до различни инстанции и също се обръща директно към президента на Русия с молба да изглади ситуацията. В резултат на производството решението за запазване на място за строителството на храма е отменено от Волгоградския комитет по градоустройство и архитектура. На мястото на предложеното строителство е монтирана детска площадка.